# Nothocercus bonapartei
O inhambu-serrano ou inambu-serrano (Nothocercus bonapartei) é uma espécie de ave da família dos Tinamidae. É encontrada em florestas úmidas montanhosas tipicamente com mais de 1 500 m de altitude na América Central e do Sul.